# Ibiza Bar
«Ibiza Bar» (с англ. — «Бар на Ибице») — песня группы Pink Floyd с альбома 1969 года More — саундтрека к фильму Барбета Шрёдера «Ещё» (More). Представлена на второй стороне LP вторым по счёту треком. Во Франции и Новой Зеландии в этом же 1969 году «Ibiza Bar» была записана на второй стороне сингла «The Nile Song / Ibiza Bar». Авторство песни принадлежит всем участникам группы, вокальную партию исполняет Дэвид Гилмор. В песне используется та же мелодия, что и в «The Nile Song».

## Фильм «Ещё»
В фильме «Ещё» «Ibiza Bar» является второй по счёту композицией после «Main Theme», она исполняется сразу со второго куплета. Вопреки своему названию «Бар на Ибице» песня звучит в одном из парижских баров, где Стефан, только что приехавший в город, играет в карты. Он проигрывает, но ему не хватает денег, чтобы расплатиться. Так завязывается знакомство Стефана с игроком в карты, Чарли.

## Кавер-версии
На композицию «Ibiza Bar» написаны кавер-версии группами Love Battery (на альбоме 1990 года Between The Eyes) и Replicants (на одноимённом альбоме 1995 года Replicants) .

## Участники записи
- Дэвид Гилмор — электрогитара, вокал;
- Роджер Уотерс — бас-гитара;
- Ричард Райт — орган Farfisa, пианино;
- Ник Мейсон — ударные;